# Nikola Kirov-Majski

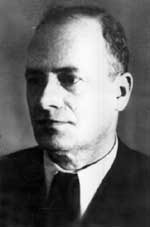
Nikola Kirov-Majski (um 1920)

Nikola Kirov, genannt Majski (bulgarisch Никола Киров Майски; * 28. Juni 1880 in Kruševo, Osmanisches Reich, heute in Nordmazedonien; † 1962 in Sofia, Bulgarien) war ein makedonisch-bulgarischer Lehrer, Revolutionär und Schriftsteller. Er war Mitglied der bulgarischen Befreiungsbewegung und der IMORO, einer der Anhänger der kurzlebigen Republik Kruševo, später Journalist sowie Autor von Theaterstücken. Aus der Geheimkorrespondenz der IMORO sind seine Decknamen Nogi (bulg. Ноги), Orlow (bulg. Орлов), Garibaldi (bulg. Гарибалди) und Majski überliefert, wobei letzterer zu seinem Beinamen wurde.

## Leben
Nikola Kirov wurde in der fast ausschließlich von Christen bewohnten Stadt Kruševo im damaligen Vilâyet Manastır des Osmanischen Reiches geboren und identifizierte sich selbst als Mitglied der bulgarischen Bevölkerungsgruppe. Seine Familie stammte aus Sviništa bei Ohrid. Er war ein Cousin von Nikola Karev, der während des Ilinden-Preobraschenie-Aufstands im August 1903 Präsident der nur zehn Tage bestehenden Republik Kruševo war. Manchmal wird er irrtümlich mit diesem gleichgesetzt.
Kirov schloss zunächst die Grundschule in Kruševo ab, bevor er das bulgarische Gymnasium in Bitola besuchte. 1898 wurde er vom Gymnasium verwiesen, weil er sich kritisch gegenüber der Exarchat-Verwaltung vor Ort und dem Metropoliten Grigorij von Pelagonien äußerte. Daraufhin zog Kirov nach Thessaloniki, wo er 1902 seine Ausbildung am dortigen Bulgarischen Männergymnasium abschloss. Er gehörte damit zum 17. Abschlussjahrgang der Schule. Wahrscheinlich hier wurde er in der IMORO aufgenommen.
Nach dem Schulabschluss wurde 1902 Kirov Exarchatslehrer an der bulgarischen Schule in Baniza, bei Florina, bevor er im Jahr darauf am Ilinden-Preobraschenie-Aufstand und der Ausrufung der Republik Kruševo teilnahm. Nach seinen eigenen Angaben verfasste er gemeinsam mit Karev einen „Aufruf an das türkische Volk im revolutionären Kreis Kruševo“, später bekannt als „Manifest von Kruševo“. Dessen tatsächliche Existenz ist allerdings nicht dokumentiert. Der Text wurde erst im Jahr 1939 zum ersten Mal nachweislich veröffentlicht, sodass Zweifel an der Authentizität bestehen.
Nach dem gescheiterten Aufstand war Kirov zunächst im Vorstand der IMORO in Kruševo sowie als Exarchatslehrer in Gebiet von Florina, Ichtiman und ab 1910 in Debar tätig. Als nach der Revolution der Jungtürken die osmanische Obrigkeit 1910 in Makedonien die Waffen der IMORO einsammelte, wurden die Mitglieder der bulgarischen Kirchengemeinde verhaftet sowie die bulgarische Kirche und Schule in Debar geschlossen. Kirov wurde in diesem Zusammenhang wegen Unterstützung der Tscheta von Blasche Krastew festgenommen und auf 200 Stockhieben verurteilt. Ende Oktober wurde er aus dem örtlichen Gefängnis entlassen. Bis Februar 1911 konnte er die Arbeit der bulgarischen Schulvereinigung Sweti Iwan Bigor wiederherstellen und wurde deren Vorsitzender.
Nach dem Zweiten Balkankrieg (1913) flüchtete Kirov mit seiner Familie nach Bulgarien. Im Jahr darauf wurde er während der kurzlebige eigenständige Regionalregierung zusammen mit Tarpo Popowski im Auftrags des Exarchats ins albanische Korça gesandt, um das bulgarische Schulwesen vor Ort auszubauen. Er kehrte jedoch nach Bulgarien zurück, als die Griechen die Stadt im Oktober 1914 erneut besetzten.
In der bulgarischen Hauptstadt zurückgekehrt, nahm Kirov an der Sofioter St.-Kliment-Ohridski-Universität ein Jurastudium auf und beteiligte sich an der Administration der Vereine der bulgarische Flüchtlinge aus Makedonien. Er arbeitete als Publizist für die Zeitschrift Ilinden, Journalist und verfasste Theaterstücke, unter anderem das Drama Ilinden von 1923 (erstmals aufgeführt im Jahr darauf), das von dem gescheiterten Aufstand handelt. Es ist eines der ersten literarischen Werke, die im Prilep-Bitola Dialekt veröffentlicht wurden, noch bevor es eine standardisierte mazedonische Sprache gab. Im Jahr 1935 veröffentlichte er den historischen Bericht Kruševo i negovite borbi za svoboda („Kruševo und seine Kämpfe für die Freiheit“). Obwohl Kirov-Majski die slawische Bevölkerung in Makedonien als Bulgaren bezeichnete (womit mazedonische Historiker der jugoslawischen Ära natürlich nicht einverstanden waren und sind), wurde dieses Werk als Hauptquelle für alle im jugoslawischen Mazedonien und zum Teil in der heutigen Republik Nordmazedonien erarbeiteten Publikationen über Kruševo herangezogen und seine Darstellung der Ereignisse und Standpunkte als zutreffend angenommen. Dabei wird der Bezug zu Bulgarien meist zensuriert oder redigiert. Er lebte bis zu seinem Tod im Jahr 1962 in Sofia.

## Bibliographie
- С поглед към Македония (dt. Mit Blick auf Makedonien)
- Крушево и неговите борби за свобода (dt. Kruševo und seine Kämpfe für Freiheit)
- Епопеята на Крушево (dt. Das Epos von Kruševo)
- Светлина към тъмнината (dt. Licht in der Dunkelheit)